# Arakawa Under the Bridge
«Arakawa Under the Bridge» (яп. 荒川アンダー ザ ブリッジ Аракава aнда: дза буриддзи, «Под мостом над Аракавой») — манга Хикару Накамуры и одноимённый аниме-сериал. Манга публиковалась в сэйнэн-журнале Young Gangan с 3 декабря 2004 года по 3 июля 2015 года. Первый сезон аниме-адаптация манги от студий Shaft выходил с 4 апреля 2010 года по 27 июня 2010 года на телеканале «TV Tokyo». Второй сезон аниме под названием «Arakawa Under the Bridge x Bridge» транслировался в Японии с 3 октября 2010 года по 26 декабря 2010 года. Также идея манги легла в основу одноимённой дорамы выходившей с 26 июля 2011 года по 27 сентября 2011 года на канале «TBS TV» и 30 июля на канале «MBS TV», а также одноимённого игрового фильма, вышедшего в кинотеатрах Японии 4 февраля 2012 года.

## Сюжет
Согласно сюжету, на берегах Аракавы и в частности под мостом над ней, располагается община достаточно странных людей. Например, некоторые из них считают себя пчелами или каппами. Также, каждый член общины расстается со своим старым именем и получает новое. В начале истории, одна из обитательниц данной общины, главная героиня, Нино, спасает от утопления главного героя, Ко Итиномию. Хотя Ко и богат, у него не находится ничего, что Нино бы приняла в благодарность за спасение. Однако, ввиду воспитания, Ко умрет от приступа астмы, если не сможет вернуть свой долг. Поэтому Нино просит его стать её возлюбленным. Так как Нино забудет Ко, если не будет видеть его каждый день, Ко приходится поселиться под мостом, вместе со своей новой возлюбленной.

## Персонажи
Ко Итиномия (яп. 市ノ宮 行 Итиномия Ко:) — главный персонаж. 22-летний наследник и будущий владельцем гигантской корпорации Ichinomiya. Он студент университета и получил лучшее образование, научился играть на нескольких инструментах и заработал чёрный пояс по каратэ. Всю свою жизнь он жил по семейному правилу — никогда никому не быть в долгу. Ко решает открыть школу для детей общины.
Озвучен: Хироси Камия
Нино (яп. ニノ Нино) — главная героиня. Загадочная девушка, которая живёт в поселении на Аракаве, в качестве платы за спасение попросившая Ко стать её возлюбленным. Утверждает, что является пришельцем с Венеры. Она невероятный пловец и может долго оставаться под водой. С этим навыком Нино отвечает за рыбалку, и её работа в деревне — добывать рыбу для жителей.
Озвучена: Маая Сакамото
Шеф (яп. 村長 Сонтё:) — глава общины. Всегда одет в костюм каппы и считает себя каппой.
Озвучен: Keiji Fujiwara
Звезда (яп. 星 Хоси) — 24-летний певец и самопровозглашенная суперзвезда. Носит маску в виде звезды, под которой скрывается рыжеволосый парень. В течение четырёх лет выступал и, предположительно, постоянно возглавлял чарт Oricon, но был обеспокоен тем фактом, что не мог писать такие песни, какие сам хотел.
Озвучен: Томокадзу Сугита
Сестра (яп. シスター Сисута:) — священник в церкви общины Аракавы. В прошлом по собственному утверждению был солдатом и до сих пор остаётся превосходным бойцом. Высокий мужчина, который одевается как католическая монахиня. Сестра ветеран войны. Каждое воскресенье он проводит мессу перед церковью под мостом. Он может все ещё полагать, что находится в середине войны, поскольку он все время расставляет мины-ловушки и всегда думает с точки зрения военной стратегии. Влюблен в Марию. Он хорош в приготовлении печенья и других сладостей.
Сэйю: Такэхито Коясу
Стелла (яп. ステラ Сутера) — маленькая, белокурая девочка из приюта в Англии, которым управляла Сестра. Хотя с виду кажется маленькой, миленькой девочкой, она смертельно опасный боец, однако, уступает Марии по силе. Когда она злится, у неё есть способность превращаться в великаншу. Влюблена в Сестру. Считает Стальных братьев своими шестёрками.
Сэйю: Тива Сайто
Мария (яп. マリア Мариа) — розоволосая женщина животновод, которая управляет близлежащей фермой, снабжающей общину молоком и яйцами. Имеет красивую внешность, обладает властными и садистскими наклонностями, не может прожить и неделю, не оскорбляя кого-либо. Смотрит на мужчин свысока. Ещё более могучий боец, чем Сестра и Стелла. Она встретила Сестру во время последней войны.
Сэйю: Миюки Савасиро
Стальные братья (яп. 鉄人兄弟 Тэцудзин Кё:даи) — два брата Тэцуо (鉄雄) и Тэцуро (鉄郎), отвечающие за сбор дров и бани. Носят металлические шлемы. По собственному утверждению, обладают суперспособностями, позволяющими им летать и перемещаться во времени. Однако их силы запечатаны их железными шлемами. Снимать эти шлемы нельзя, иначе братьев обнаружат «люди из лаборатории».
Сэйю: Рёко Синтани / Юко Сампэй
Белый (яп. シロ Сиро) — мужчина, всегда ходящий по белым линиям, которые сам же их и рисует. Одержим идеей, что если он сойдет с линий, то его жена превратится в белую курицу. Ничего полезного для общины не делает. Шесть лет не видел своей семьи. До того, как он поселиться на Аракаве, был офисным работником. Его жена понимает его одержимость и периодически отправляет ему по почте формы для участия в турнирах белых линий.
Сэйю: Хотю Оцука
Пико (яп. P子 Пико) — фермерша, молодая рыжеволосая девушка, снабжающая общину овощами. Крайне неуклюжа. Влюблена в Шефа, но он не знает о её чувствах. Её волосы растут очень быстро, и ей нужно стричься каждую неделю.
Сэйю: Chiaki Omigawa
Сэки Итиномия (яп. 市ノ宮 積 Итиномия Сэки) — строгий отец Ко, который придерживается правил семьи и смотрит на сына свысока. Несмотря на то, что он очень холоден по отношению к Ко, он любит своего сына. Нино, кажется, напоминает ему, его покойную жену.
Сэйю: Рикия Кояма
Тэрумаса Такаи (яп. 高井 照正 Тэрумаса Такаи) — секретарь Ко. Жена бросила его из-за постоянной работы. Ревнует, когда Ко рядом с Нино.
Сэйю: Chō
Симадзаки (яп. 島崎 Симадзаки) — помощник Такаи, но приказы получает от Секи Итиномии. Влюблена в Белого.
Сэйю: Риэ Танака
Последний Самурай (яп. ラストサムライ Расуто самураи) — человек считающий себя последним самураем, управляет парикмахерской в поселении, способен постричь волосы всем за считанные секунды. Кажется, он влюблен в Пико.
Сэйю: Юити Накамура
Билли (яп. (ビリー Бири:) — человек с головой попугая. Раньше он был приближённым к одному из боссов банды якудза и верно служил ему долгие годы. Однако Билли влюбился в женщину своего босса и завёл с ней отношения. Босс узнав об этом, сказал, что он простит и отпустит их обоих вместе, если Билли всю оставшуюся жизнь будет носить маску попугая. На что тот согласился. В поселении на Аракаве Билли все уважают и считают настоящем мужиков. Кажется, он верит, что он действительно птица.
Сэйю: Fumihiko Tachiki
Жаклин (яп. ジャクリーン Дзякури:н) — женщина в костюме пчелы. Прежде чем она начала жить в поселении на Аракаве, она работала хостес, а потом стала женщиной крупного босса банды якудза. Она завела отношения с приближённым к боссу якудзой, которым был Билли. Ей принадлежит деревенский салон. Она терпеть не может быть не с Билли более нескольких секунд, говоря, что умрет.
Сэйю: Юко Гото
Начальник Сил Обороны Земли (яп. 地球防衛軍隊長 Тикю: бо:э:гун тайтё:) — самопровозглашенный защитник Земли, который считает, что она находится под угрозой со стороны венерианцев. На самом деле художник мангака. Недолго жил в поселении на Аракаве. Позже он сделал странную научно-фантастическую мангу с персонажами, основанными на жителях общины Аракавы и художественно схожую с мангой JoJo’s Bizarre Adventure, но она оказалась не очень популярной.
Сэйю: Томокадзу Сэки
Амазонка (яп. アマゾネス Амадзонэсу) — воин-амазонка, живущая в районе Сайтамы, которая вместе со своими приспешниками, носящими маски тенгу, защищает секретное амазонское сокровище. Она носит очень сильный макияж, и её считают не очень привлекательной, но если она без косметики, то выглядит очень хорошо.
Сэйю: Ю Кобаяси

## Медиа

### Манга
Манга была написана и иллюстрирована Хикару Накамурой и издавалась раз в две недели в сэйнэн-журнале Square Enix Young Gangan в период с 3 декабря 2004 года по 3 июля 2015 года. Три дополнительные главы были опубликованы в сэйнэн-журнале Young Gangan в период с октября по ноябрь 2015 года. Все изданные главы манги были собраны в 15 томов формата танкобон, первый из которых был издан 25 августа 2005 года, а пятнадцатый — 20 ноября 2015 года. Всего в 15 томах манги 400.75 глав.

#### Список томов манги
| №  | Дата публикации       | ISBN                   |
| -- | --------------------- | ---------------------- |
| 1  | 25 августа 2005 года  | ISBN 978-4-7575-1481-2 |
| 2  | 25 декабря 2005 года  | ISBN 978-4-7575-1576-5 |
| 3  | 25 мая 2006 года      | ISBN 978-4-7575-1683-0 |
| 4  | 25 декабря 2006 года  | ISBN 978-4-7575-1836-0 |
| 5  | 25 мая 2007 года      | ISBN 978-4-7575-2018-9 |
| 6  | 25 декабря 2007 года  | ISBN 978-4-7575-2162-9 |
| 7  | 25 мая 2008 года      | ISBN 978-4-7575-2267-1 |
| 8  | 25 декабря 2008 года  | ISBN 978-4-7575-2430-9 |
| 9  | 25 сентября 2009 года | ISBN 978-4-7575-2686-0 |
| 10 | 24 апреля 2010 года   | ISBN 978-4-7575-2858-1 |
| 11 | 25 октября 2010 года  | ISBN 978-4-7575-3037-9 |
| 12 | 25 июля 2011 года     | ISBN 978-4-7575-3297-7 |
| 13 | 25 апреля 2013 года   | ISBN 978-4-7575-3945-7 |
| 14 | 24 мая 2014 года      | ISBN 978-4-7575-4156-6 |
| 15 | 20 ноября 2015 года   | ISBN 978-4-7575-4790-2 |

### Аниме
Манга была адаптирована в 26-эпизодный сериал студией Shaft под режиссёрством Симбо Акиюки. Аниме-адаптация была анонсирована в августе 2009 года. Первый сезон аниме-адаптации манги выходил с 4 апреля 2010 года по 27 июня 2010 года на телеканале TV Tokyo. Второй сезон аниме-адаптации манги под названием, Arakawa Under the Bridge x Bridge (яп. 荒川アンダー ザ ブリッジ×ブリッジ Аракава aнда: дза буриддзи x буриддзи) транслировался в Японии с 3 октября 2010 года по 26 декабря 2010 года на телеканалах TV Tokyo и AT-X. 2 сезона аниме-адаптации покрывают мангу до первой трети 10 тома.

### Дорама
Дорама-адаптация манги выходила с 26 июля 2011 года по 27 сентября 2011 года на канале «TBS TV» и 30 июля на канале MBS TV.

### Игровой фильм
Игровой фильм адаптация манги с участием Kento Hayashi, Mirei Kiritani, Ю Сирота, Абэ Нацуми и Nana Katase, вышел в кинотеатрах Японии 4 февраля 2012 года.